# Vogal inerente
Vogal inerente é parte de um abugida (ou escrita alfassilábica). É um som vocálico, que é usado com cada consoante básica não marcada. Por exemplo, se o Alfabeto latino usasse a letra "I" como uma vogal inerente, poder-se-ia escrever "Wikipédia" como "Wkpeda".
A utilização da vogal inerente é extensiva: muitas escritas alfassilábicas (abugida), incluindo a maioria das escritas brâmicas e Kharosthi, a escrita meroítica que se desenvolveu na Núbia (hoje sul do Egito e norte do Sudão) e a escrita Ge'ez (na Etiópia). Muitos deles ainda são usados hoje. A antiga escrita cuneiforme persa também usava um dispositivo similar à vogal inerente, embora somente com um subconjunto de suas consoantes, o que para alguns autores não caracteriza um abugida verdadeiro. Embora seja a escrita mais antiga a usar o princípio da vogal inerente (a partir do século VI a.C.), nenhuma ligação direta entre estas quatro tradições de escrita foi demonstrada.
Muitas escritas brâmicas e Ge'ez usam as consoantes como bases de grafemas, a partir dos quais as sílabas são construídas. Os grafemas-base que têm uma consoante com vogal inerente podem normalmente ser alterados para outros grafemas através do uso da marcação de tom ou de uma vogal dependente ao grafema. Em vez disso, a escrita persa cuneiforme marcava as sílabas com vogais não inerentes, fazendo a letra-base ser seguida com um caractere que representasse uma das vogais não inerentes.
Os sistemas de escrita com vogais inerentes muitas vezes utilizam uma marcação especial para suprimi-las, de modo que apenas uma consoante seja representada, como o virama encontrado nas escritas de idiomas nativos do sul e do sudeste asiático.